# Pteris boliviensis
Pteris boliviensis är en kantbräkenväxtart som beskrevs av Jefferson Prado och A. R. Sm. Pteris boliviensis ingår i släktet Pteris och familjen Pteridaceae. Inga underarter finns listade.